# Kristin Austgulen Fosnæs
Kristin Austgulen Fosnæs, född  30 maj 2000, är en norsk längdskidåkare. Hon tävlar för Fossum If och representerar det norska landslaget.
Fosnæs debuterade i världscupen säsongen 2020/21. Den 13 december 2024 tog sin första pallplats då hon tillsammans med Astrid Øyre Slind placerade sig tvåa i lagsprinten. Hon har även en andraplats med det norska mixade stafettlaget från januari 2025. Vid skid-VM 2025 ingick hon det norska laget som tog silver.